# Dekonwolucja
Dekonwolucja (rozplot, ang. deconvolution) – proces odwrotny do splotu funkcji. W cyfrowym przetwarzaniu sygnałów nazywa się czasem „odplataniem” sygnałów (w przeciwieństwie do ich splatania). Polega ona na określeniu funkcji opisującej zakłócenia (np. szum o charakterze funkcji harmonicznej) w celu ich odfiltrowania od zarejestrowanych danych i uzyskania niezakłóconych danych (np. uzyskanie ostrego obrazu z zamazanego zdjęcia).
Zadanie dekonwolucji można opisać jako próbę odnalezienia rozwiązania równania splotu w postaci:
{\displaystyle f\cdot g=h.}
Zazwyczaj {\displaystyle h} jest pewnym zarejestrowanym sygnałem, natomiast {\displaystyle f} jest sygnałem, który ma zostać odzyskany i który przed zarejestrowaniem uległ splotowi z innym sygnałem, określonym tu jako {\displaystyle g.} Gdy {\displaystyle g} jest znane lub znana jest jego postać, można dokonać deterministycznej dekonwolucji. Jeżeli jednak nie jest znane {\displaystyle g,} należy je założyć.
W pomiarach fizycznych postać równania najczęściej przyjmuje postać:
{\displaystyle (f\cdot g)+\epsilon =h,}
gdzie {\displaystyle \epsilon } stanowi szum, który został zarejestrowany. Zazwyczaj, im niższy stosunek sygnału do zakłóceń, tym gorsza będzie dekonwolucja. Dlatego też odwrotne filtrowanie sygnału nie jest najlepszym rozwiązaniem. Jeżeli jednak znamy mniej więcej rodzaj szumu (na przykład biały szum), możemy próbować określić {\displaystyle f} poprzez takie techniki jak dekonwolucja Wienera.

## Zastosowanie
W geofizyce w sejsmice refleksyjnej rejestrowany hodograf {\displaystyle S(t)} jest splotem funkcji odbić sygnału od punktu pod powierzchnią ziemi {\displaystyle E(t)} oraz fal sejsmicznych {\displaystyle W(t),} gdzie {\displaystyle t} oznacza czas. Dlatego splot ma tu postać funkcji:
{\displaystyle S(t)=E(t)\cdot W(t).}
Sejsmolog ma za zadanie określić {\displaystyle E,} które zawiera informację na temat budowy wnętrza Ziemi. W podobny sposób dekonwolucja może być stosowana do obróbki danych georadarowych.
W optyce dekonwolucja jest stosowana do usuwania zniekształceń obrazu (na przykład zakłóceń wynikających z drgań harmonicznych) w mikroskopach, teleskopach, fotografii itp.